# سیرک بزرگ
سیرک بزرگ فیلمی به کارگردانی اکبر خواجویی، نویسندگی سیروس مقدم و اکبر خواجویی و تهیه‌کنندگی حسین خواجویی و اکبر خواجویی محصول سال ۱۳۷۰ است.

## خلاصه فیلم
بین سال‌های ۴۵ و ۴۱ مهاراجه راجو یک سیرک باز ورشکسته، برای ادامه بقای حیوانات باقیمانده سیرک و خانواده‌اش، مجبور می‌شود در یکی از شهرهای کوچک ایران نمایشی برپا کند. نمایش با موفقیت روبرو نمی‌شود. همکارانش او را ترک می‌کنند. مهاراجه راجو که تحت فشار طلبکاران قرار گرفته است و همین‌طور به خاطر پنهان کردن یک قاتل کلاهبردار در پوست خرس، اقدام به فرار می‌کند و حیوانات و تأسیسات سیرک را به جا می‌گذارد.

## بازیگران
- اکبر عبدی
- فردوس کاویانی
- سرور نجات الهی
- غلامحسین لطفی
- منوچهر حامدی
- حسین محب اهری
- مرتضی ضرابی
- مرتضی اردستانی
- فرحناز منافی ظاهر
- فرج‌الله گل سفیدی
- اکبر دودکار
- مهوش وقاری